# Hanumantha Sagara, Bangalore North
Hanumantha Sagara là một làng thuộc tehsil Bangalore North, huyện Bangalore Urban, bang Karnataka, Ấn Độ.